# Distretto di Matutuíne
Il distretto di Matutuíne è un distretto della provincia di Maputo in Mozambico.
Comprende i seguenti postos administrativos:
- Missevene
- Catembe
- Capuane
- Machangulo
- Zitumbo